# Everythang's Corrupt
Everythang's Corrupt är den amerikanska rapparen Ice Cubes tionde studioalbum, släppt den 7 december 2018 på Lench Mob och Interscope Records.

## Singlar
Albumets första singel "Everythang's Corrupt" släpptes den 1 april 2013, den andra singel, "Arrest the President", släpptes den 9 november 2018, och den tredje singeln "That New Funkadelic", släpptes den 4 december 2018.

## Låtlista
- Alla låtar är skrivna av O’Shea Jackson.

| Nr           | Titel                                   | Musik                       | Längd |
| ------------ | --------------------------------------- | --------------------------- | ----- |
| 1.           | "Super OG" (Intro)                      | Teak Underdue, Dee Underdue | 0:37  |
| 2.           | "Arrest the President"                  | ShawnSki                    | 3:53  |
| 3.           | "Chase Down the Bully"                  | Beau Jaymes                 | 4:06  |
| 4.           | "Don't Bring Me No Bag"                 | ShawnSKi                    | 3:37  |
| 5.           | "Bad Dope"                              | Big Soj                     | 3:22  |
| 6.           | "On Them Pills"                         | Sparkz Tha Trackman         | 3:58  |
| 7.           | "Fire Water"                            | Big Soj                     | 4:21  |
| 8.           | "Streets Shed Tears"                    | Magnedo7                    | 4:01  |
| 9.           | "Ain't Got No Haters" (feat. Too $hort) | DJ Pooh                     | 3:26  |
| 10.          | "Can You Dig It?"                       | Dee Underdue, Teak Underdue | 4:22  |
| 11.          | "That New Funkadelic"                   | T-Mixx                      | 3:54  |
| 12.          | "One for the Money"                     | Magnedo7                    | 2:21  |
| 13.          | "Still in the Kitchen"                  | Mr. Ski                     | 3:25  |
| 14.          | "Non Believers"                         | Dee Underdue, Teak Underdue | 3:47  |
| 15.          | "Everythang's Corrupt"                  | Fredwreck                   | 3:17  |
| 16.          | "Good Cop, Bad Cop"                     | T-Mixx                      | 3:28  |
| Total längd: | Total längd:                            | Total längd:                | 55:55 |